# Ordre de l'Honneur (Russie)
Pour les articles homonymes, voir Ordre de l'Honneur.
L'ordre de l'Honneur (en russe : орден Почёта) est une distinction honorifique civile instituée par le décret présidentiel (oukase) de la fédération de Russie no 442 du 2 mars 1994 en remplacement de l'ordre de l'Insigne d'honneur.

## Description
L'ordre de l'Honneur est décerné aux citoyens russes en récompense d'accomplissements dans la politique, l'économie, la recherche scientifique, ou des activités civiles ayant mené à une amélioration des conditions de vie dans le pays, ou pour services rendus dans la formation de personnel hautement qualifié, l'éducation de la jeunesse et le maintien de la légalité et l'application de la loi.
L'ordre de l'Honneur est porté sur la poitrine, côté gauche, et toujours en dessous d'éventuelles décorations militaires.